# Argirita
Argirita é um município brasileiro do estado de Minas Gerais. Sua população estimada em 2004 era de 2.901 habitantes.

## Geografia
A cidade localiza-se na Mesorregião da Zona da Mata e dista por rodovia 326 km da capital Belo Horizonte.

### Relevo, clima, hidrografia
A altitude da sede é de 280 m. O clima é do tipo tropical com chuvas durante o verão e temperatura média anual em torno de 21 °C, com variações entre 15,3 °C (média das mínimas) e 27,9 °C (média das máximas). (ALMG)
O município integra a bacia do rio Paraíba do Sul, sendo banhado pelo rio Pardo.

### Rodovias
- BR-267

### Demografia
Dados do Censo - 2010
População Total: 2.901
- Urbana: 2.192
- Rural: 709
- Homens: 1.485
- Mulheres: 1.416

(Fonte: )
Densidade demográfica (hab./km²): 19,9
Mortalidade infantil até 1 ano (por mil): 27,1
Expectativa de vida (anos): 70,5
Taxa de fecundidade (filhos por mulher): 2,0
Taxa de Alfabetização: 83,7%
Índice de Desenvolvimento Humano (IDH-M): 0,735
- IDH-M Renda: 0,632
- IDH-M Longevidade: 0,759
- IDH-M Educação: 0,814

(Fonte: PNUD/2000)

## História
A extração mineral de pedras preciosas foi a grande responsável pelo crescimento da região central de Minas Gerais, entre os anos de 1699 a 1711. A Zona da Mata Mineira por não possuir muitas riquezas minerais e por suas matas serem densas e montanhosas criando um obstáculo natural quase impenetrável, dificultando a expansão da região e como se não bastasse, a coroa Portuguesa não tinha interesse em povoar  essa região, evitando assim a abertura de novos caminhos que poderiam facilitar o contrabando ainda maior de pedras preciosas. Só no século seguinte com escassez de riquezas minerais, tendo que gerar outras formas de assentamento para garimpeiros que ficaram sem serviço é que aparecem as primeiras evidências de povoamento na chamada região da Zona da Mata. A princípio os primeiros imigrantes ocuparam as terras desordenadamente, e em conseqüência as propriedades pequenas tinham como fonte de renda as lavouras de subsistência. Rio Pardo era habitado pelos índios Puris e Botocudos, e virou um lugar de pousada de bandeirantes e posteriormente de tropeiros que encurtavam caminho entre São Paulo e Rio de Janeiro. A primeira capela foi construída com palmiteiro. Posteriormente, por volta de 1.830 foi construída uma Igreja em alvenaria, com telhado coberto de telhas, um campanário à direita e um cemitério. Esta igreja foi totalmente destruída por um incêndio. A nova Matriz foi construída em terras doadas ao patrimônio de Senhor do Bom Jesus do Rio Pardo pelo fazendeiro Inácio Nunes de Moraes e sua esposa Dona Maria José do Espírito Santo. A primeira eleição ocorreu em dezembro de 1962, tendo sido o Sr. Sílvio Vitoi eleito o primeiro prefeito de Argirita, tendo como vice-prefeito Sr. João Batista de Almeida.Como curiosidade tanto o Sr. Sílvio quanto o Sr. João Batista foram eleitos prefeitos por três mandatos. A primeira atividade econômica do município foi à agricultura, onde sobressaiam as culturas de café, cana-de-açúcar, milho, arroz, feijão e mandioca. Quase todas as fazendas tinham engenhos com alambiques onde se fabricavam cachaça, açúcar preto e rapadura. Através do Conselho Municipal de Proteção ao Patrimônio Cultural de Argirita vem sendo realizado um trabalho junto ao IEPHA tendo ocorrido o primeiro tombamento a nível municipal de um imóvel conhecido como Casa de Cultura Augusto Martins Rossi (antiga casa da Cooperativa). Fazem parte da agenda cultural do município o Concurso de Poesias ?Castro Alves? em sua 16ª edição, com a participação de poetas de várias cidades mineiras e até de outros estados.O Jubileu do Senhor Bom Jesus de Argirita é a festa mais tradicional, assim como a Festa de São Geraldo na Comunidade dos Bitirras e a Festa da Nossa Senhora da Cabeça na Comunidade dos Carmos e a Festa de Santo Antônio da Comunidade rural da Serra da Prata. O Carnaval, a Exposição Agropecuária, a Festa Junina Arraiá do Custódio, Festival da Terra e o Encontro do Argiritense Ausente são as festas mais tradicionais do município.

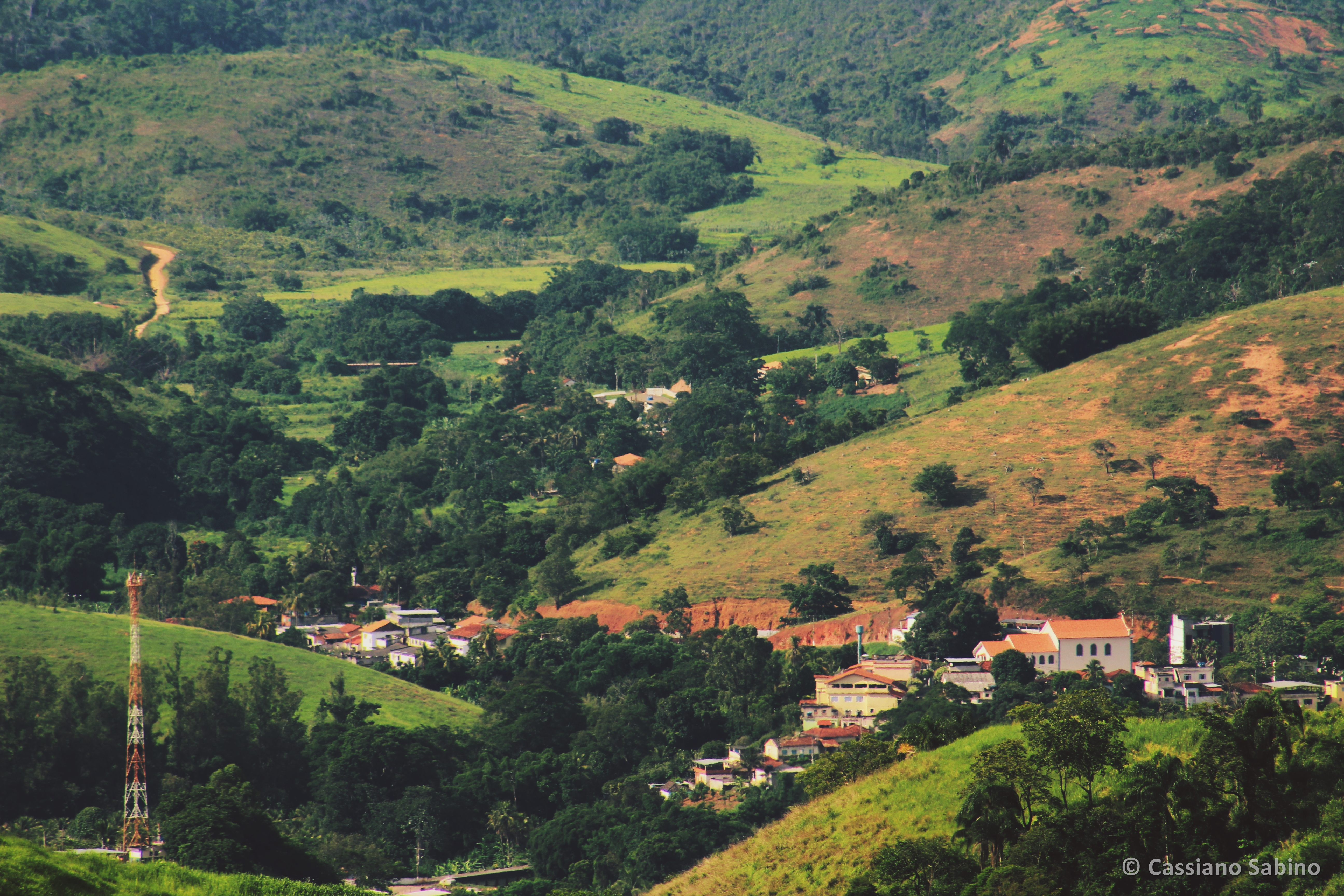
Vista Elevada de Argirita

Nasceu na cidade o advogado Antônio Jacó da Paixão, signatário da Constituição brasileira de 1891.